# はるか17
『はるか17』（はるかセブンティーン）は、講談社の漫画雑誌『モーニング』に連載された山崎さやか（現山崎紗也夏）作の漫画、またそれを原作にしたテレビドラマである。

## 概要
『モーニング』（講談社）に2003年48号から2007年43号まで連載された。単行本は全19巻（講談社モーニングKC）。ひかえめな女子大生が就職活動を機に芸能活動をスタートさせる山あり谷ありのサクセスストーリー。

## あらすじ
就職活動を進めていた宮前遥は22歳。しかしなかなか就職できず、苦悩していたが、芸能プロダクションにマネージャーとして入社した時、素質を見込んだプロダクションの社長からの説得を受け、1年間の期間限定で「17歳」と5歳サバ読みして年齢を詐称し、「はるか」としてデビューすることになり、グラビアアイドル、そして女優として活動することになる。
童夢企画編
弱小芸能プロダクション「童夢企画」に所属することになったはるか。水着グラビアやドラマのエキストラといった小さな仕事を不本意ながらも一生懸命にこなすはるかの姿を見て、少しずつ周りのスタッフや共演者たちが動く。
ファインプロ編
幾多の試練を乗り越え、一人前のアイドルとなったはるかはさらなる飛躍のため、「童夢企画」を離れて大手プロダクション・ファインプロに移籍する。順調かのように見えたタレント生活だったが、何者かの陰謀によりスマッキーJr.の赤城との熱愛発覚と年齢詐称の2つのことがスクープされる。その影響で脚本家・日野の舞台を降板させられ、芸能界からしばらく干される。しかしどうしても日野の舞台に出たいはるかは日野に直談判。崎谷の提案で主演の座を賭けて佐倉ユリとオーディションをする。
映画制作編
日野の舞台をきっかけにカムバックしたはるか。新人女優・山村ちひろとの一騎討ちになったハリウッド映画ヒロインの最終オーディションに落ちてしまう。追い討ちをかけるように元ファインプロの崎谷率いる芸能事務所・ゲットオンが芸能界を牛耳り始め、再び暇になってしまったはるかは、日野の家で書きかけの脚本を見つける。続きを書きたくないと拒み続ける日野を主人公を演じたいという一心ではるかは口説き落とす。映画化に向けまず映画監督を探す。その頃はるかの新たなライバル山村ちひろははるかの恋人・赤城に執拗にせまる。

## 主な登場人物

### 童夢企画
宮前遥（みやまえ はるか）（芸名 はるか）
お茶の池女子大理工学部出身。非常に優秀だが生真面目な性格が影響してか、4年時の就職活動で同級生達が内定をもらっていく中で遥のみ企業の内定が中々もらえずうまくいかないまま芸能プロダクション「童夢企画」のマネージャーの面接も受けるが手違いからタレントとして起用され、社長の意向で年齢詐称をして17歳のタレントとしてデビューすることになった。静岡県出身（ドラマでは栃木県出身）。家族は両親と妹。1981年7月20日生まれ（年齢詐称をしたタレントとしての生年月日は1986年8月17日）。
紆余曲折ありファインプロに移籍。福原の過去が決定的な要因であった。
福原剛史（ふくはら たけし）
芸能プロダクション「童夢企画」（どうむきかく）の社長。普段はアロハシャツを着ている。元ファインプロ所属マネージャーであり、当時は時間厳守堅物と呼ばれており、業界の中でも筋を通す男として知られた。長谷川奈々子をスカウトし、大女優にまで成長させたが、奈々子をスキャンダルから守り切るために上層部と対立した形を取って独立。ファインプロの社長（ドラマでは会長）・松永幸昭との間には確執がある。「童夢企画」が潰れた後、奈々子を連れてはるかの前から去る。
物語終盤、役員としてファインプロに復帰。
桃原宏樹（ももはら ひろき）―ドラマでは桃田猿男（ももた さるお）
「童夢企画」に所属する、はるかのマネージャー。はるかとともに入社した。千葉県出身。童夢企画が閉鎖されるとおでん屋で働いている。
尾倉（オグラ）
オカマゲイのヘアメイク。福原とは長い付き合い。
幸子（さちこ）
童夢企画の経理担当。福原とは長い付き合い。今はおばさんになっているが、昔は美人であった。
美奈（みな）
「童夢企画」所属のタレント。はるかに対する嫉妬から移籍するが、AV出演させられそうになる。1984年生まれ。（原作のみに登場）
後藤田（ごとうだ）
「童夢企画」に所属する、美奈のマネージャー。
坂元結（さかもと ゆう）
水戸在住で高校卒業直後に、桃原に路上でスカウトされた男性タレント。美少年路線で売り出そうとして映画出演を果たすが、はるかのNRAのCMに出演した際に未成年飲酒写真（本当は成人）が撮られたとして違約金を支払うための移籍金と引き換えに童夢企画からミカミカンパニーに移籍となった。（原作のみに登場）

### ファイン
佐倉ユリ（さくら ゆり）
はるかと同時期デビューの新人アイドルで、はるかのライバル。芸能プロダクション・ファインプロ所属。10月3日生まれ。
水商売をしていた母親の家庭から抜け出すために芸能オーディションに合格し、芸能界に飛び込む。ファインプロ編ではるかとの対決に敗れてファインを退社した。
長谷川奈々子（はせがわ ななこ）
ファインプロ所属の女優。モデルから女優に転身して芸能界のトップスターとなる。はるかやユリの憧れの存在。トラブルを起こした元恋人が死亡したショックで突然失踪するが、はるかの映画で復帰する。
復帰後、女優業の傍ら俳優養成所の講師として、多くの生徒たちに演技を指導する。
崎谷浩平（さきたに こうへい）
ファインプロの敏腕マネージャー。はるかを引き抜こうとするが、断られるとはるかが所属するファインを潰そうと暗躍する。冷血冷酷で、手段を選ばない。幸昭が亡くなると独立しゲットオンを設立。ファインプロ所属であったタレントや若手女優をどんどんスカウトする。
しかし、物語終盤。所属タレント達が立て続けに不祥事を起こしてしまい、一転経営危機に陥る。
松永洋一（まつなが よういち）
ファインプロ・チーフマネージャー（ドラマでは社長）。幸昭の息子で、父には頭が上がらない。
父が亡くなるとファインプロを継ぐが、独立した崎谷に所属タレントを片端から引き抜かれてしまう。
はるかが企画・主演した映画・『蒼（あおい）』の公開直後に、クラブ『聖蘭』ではるかと打ち上げをしていた所、崎谷と遭遇。聞こえよがしにイヤミを言われ、怒りを爆発。大ゲンカになり、はるかも加勢しようとしたが彼女を制止し、店を出た。
松永幸昭（まつなが ゆきあき）
ファインプロ・社長。芸能界のドンというべき存在。はるかの才能を認めていたが、病気で死亡。

### その他業界人など
鷹村英司（たかむら えいじ）―ドラマでは鷹村英子（たかむら えいこ）
大手広告代理店「帝通」の敏腕社員。はるかに可能性を感じており、応援している。
大河エリカ（おおかわ えりか）
タレント。いつもうるさい女性マネージャーがそばにいる。オーディションで何度か遥と対決している。
水沢千香（みずさわ ちか）
遥が映画のオーディション時に出会ったタレント。後述の家庭事情もあり、母に楽をさせたいという思いからオーディションに受かりたいがために水着審査の際に胸にパッドを入れて巨乳を装って審査員の映画監督に気に入られるが、佐倉ユリの嫌がらせにより水着からパッドが落ちてしまい、結局落選してしまう。父が自殺した母子家庭で育つが、高校卒業後に上京し、芸能界入り。映画やドラマも不発でヌード写真集を出しても売れないため、整形した後で「長沢里緒」として再出発した。
牧瀬（まきせ）
大手広告代理店「帝通」社員。CM製作のクリエイティブ・ディレクター。キャスティングではファインの意向を優先している。
北進三（きた しんぞう）
紅白に出ている歌手。はるかが北のステージの司会を担当する。ラジオの番組も担当している。
九條（くじょう）
有名なカメラマンだが、セクハラもすごい。
谷崎武史（たにざき たけし）
テレビ局「東和テレビ」プロデューサー。福原とは20年近い付き合い。
長崎満（ながさき みつる）
映画会社「東括」キャスティングプロデューサー。桃原が熱心に訪問する営業先の一つ。
三上ヒロシ（みかみ ひろし）
中堅事務所「三上カンパニー」の代表取締役。マネージャーとして桃原をスカウトしようとするが、後に坂元をタレントして引き抜こうとする。（原作のみに登場）
笠倉健（かさくら けん）
戦後の日本の映画界を支えてきた大スター。
赤城翼（あかぎ つばさ）
アイドルグループ・スマッキーJr.のメンバー。多くの女の子と軽い気持ちで交際していたが、はるかと出会ったことではるかと真剣に交際することを決め、交際が始まる。しかし、ちひろに猛烈にアタックされ、二人の交際が報道されてしまう。その後はるかと別れるが、ちひろが身を引いたことで復縁。（原作のみに登場）
緑川園子（みどりかわ そのこ）
男性アイドルを多く抱えるスマッキー事務所の社長。かつては女優をしていた。（原作のみに登場）
東優香（あずま ゆうか）
翼のおっかけ達のリーダー的存在。ブティックを経営している。翼と付き合っていたが、翼から別れを切り出された。その後、店を人に預けて芸能事務所を立ち上げる。（原作のみに登場）
マンボ小西（まんぼ こにし）
芸人。遥に演技の指導をした。本名は小山太郎。
西野萌美（にしの もえみ）
遥の写真集撮影で一緒になった女性タレント。子役時代にドラマやCMに出ていて人気があったが、周りの大人にチヤホヤされたため生意気になったため、スタッフに嫌われて仕事が減り、また両親が事務所と揉めてトラブルメーカーと思われるようになった。それ以来、スタッフ受けをよくしようと心がけている。
西尾貴邦（にしお たかくに）
元タレント。かつて奈々子と交際していた。
山村ちひろ（やまむら ちひろ）
父は歌舞伎役者、母は元女優。はるかが最終選考で落ちた同じハリウッド映画でデビュー。ゲットオンに所属する。やがてはるかの恋人である赤城に興味を持ち、しつこく赤城を追い回し遂にはるかから奪い取るが、赤城が未だにはるかを忘れられないことを悟り「私から、フる。」と身を引く（原作のみに登場）。
日野誠（ひの まこと）
売れっ子脚本家。性格はかなり変わり者、はるかに気がある。かつては劇団で看板役者だった。（原作のみに登場）
セーラ
松永たちファインの関係者が通うクラブ『聖蘭』のママ。

### 遥の家族
遥の父親
学校で教師をしている。当初は娘が芸能プロダクションの会社員になったと思っていたが、芸能人になったと知った時には反対した。福原の三顧の礼を受け、“1年だけ”という条件でタレント活動を認める。
宮前理沙（みやまえ りさ）
遥の妹。芸能界に興味があるミーハー。

### 映画制作編
藤堂夏美（とうどう なつみ）
フリーの映画プロデューサー。夫は映画監督の大竹五郎。（原作のみに登場）
大竹五郎（おおたけ ごろう）
映画監督。代表作「野獣に花束を」で数々の映画賞を受賞し、映画界の奇才と呼ばれた。その後、映画監督としてトラブルを起こし続け、10年も映画界から離れている。（原作のみに登場）
轟伸夫（とどろき のぶお）
映画「蒼」でカメラマン役を担当。ルックスがよく女性から交際を申し込まれるが、付き合ったらイメージが違うと言われていつもフラれている（原作のみに登場）。

## テレビドラマ
テレビ朝日『金曜ナイトドラマ』で2005年7月1日から9月16日までテレビドラマとして放送された。ただし、テレビ朝日系列のない富山県では約半年遅れで水曜（0:50 - 1:45）に放送された。平均視聴率は8.9%。最高視聴率は12.2%（初回）。
漫画は『モーニング』の定番路線である「現実に近い業界の実態モノ」であるが、ドラマは漫画からの深夜ドラマ化によくあるコメディシーンがかなり増やされた。童夢企画編のみドラマ化（ファインプロ社長は健在であり、崎谷はファインプロ所属）。

### パロディ劇中劇
ドラマには様々な劇中劇ドラマのパロディが登場し、主に韓国ドラマ風（演ずるのは日本人）に日本ドラマのパロディを演じ、挫折しかけた主人公が韓国ドラマ（?）を見て立ち直る、という展開が主流である。韓流の場合、ご丁寧にセリフも吹き替えで口パクをずらしており、BGMも『冬のソナタ』もどきの曲になっている。
これ以外でもあらゆる所にドラマのパロディがある。例えば「いま、あいさつにゆきます」（『いま、会いにゆきます』のパロディ）や、「アッタクNo.1」（『アタックNo.1』のパロディ）、「お父と」（『弟』のパロディ）というポスターが貼られていたりする。この他に『女王の教室』をはじめ、最終回では『エースをねらえ!』など。

### はるか17とドラゴン桜
- 本作は同じ『モーニング』の連載作品『ドラゴン桜』と同じ曜日の、違う放送局で、時間帯が連続して放送された。
- このため野球中継により『ドラゴン桜』の時間がずれた時は、両作の放送時間が少し重なったこともある。
- また『ドラゴン桜』の東京大学と『はるか』ではるかが通う大学は、どちらも拓殖大学茗荷谷校舎が同じアングルでロケに使われた（『ドラゴン桜』は当然ながら東大でもロケをしている）。
- ラスト2回には『ゴンドラ桜』なる番宣ポスターが登場、衣装やポーズも『ドラゴン桜』そっくりな上、出演者名ももじられている（長澤まさみ→長縄まさみなど）。

### 主なキャスト
- 宮前 遥（はるか） - 平山あや
- 福原 剛史（童夢企画 社長） - 古田新太
- 桃田 猿男（遥のマネージャー） - 金子貴俊
- 幸子（童夢企画 事務員） - 大島蓉子
- 佐倉 ユリ - 瀬戸早妃
- 長谷川 菜々子 - 相沢紗世
- パロディドラマ出演 - 池田努、インリン・オブ・ジョイトイ
- 尾倉 兼三 - 深沢敦
- 橋本 仁（フリーカメラマン） - 冨田翔
- 伊賀崎 文一郎（東和テレビ プロデューサー） - 佐藤二朗
- 松永 洋一（社長） - 橋本さとし
- 栗山 賢吾（マネージャー） - マギー
- 崎谷 浩平（マネージャー） - 杉本哲太
- 畑中部長 - 半海一晃
- 鷹村 英子 - 鈴木砂羽
- 宮前 理沙（遥の妹） - 倉地恵利
- 宮前 ミドリ（遥の母） - 高橋ひとみ
- 宮前 岩男（遥の父） - ガッツ石松

### スタッフ
- 原作 - 山崎さやか『はるか17』（講談社『モーニング』掲載）
- 脚本 - 永田優子
- 音楽 - 都啓一
- 音楽プロデューサー - 志田博英
- 編成 - 上田田めぐみ、横地郁英、長谷川主水（テレビ朝日）
- プロデューサー - 平部隆明、桑田潔（テレビ朝日）
- 演出 - 片山修、常廣丈太（テレビ朝日）、木村政和
- 演出補 - 加藤伸一
- 製作 - テレビ朝日、ホリプロ
- 主題歌 - メレンゲ「アオバ」

### 放映日程
| 各話   | 放送日        | サブタイトル              | 演出     |
| ------ | ------------- | ------------------------- | -------- |
| Act.1  | 2005年7月01日 | なんで私がアイドルに!?    | 片山修   |
| Act.2  | 2005年7月08日 | 水着!? オーディションの罠 | 片山修   |
| Act.3  | 2005年7月22日 | グラビアコンテストの秘密  | 常廣丈太 |
| Act.4  | 2005年8月05日 | メリーゴーランドの悲劇!   | 常廣丈太 |
| Act.5  | 2005年8月12日 | CM出演? うごめく陰謀…     | 片山修   |
| Act.6  | 2005年8月19日 | 父の涙…アイドル軟禁事件   | 片山修   |
| Act.7  | 2005年8月26日 | ドラマ抜擢…うごめく陰謀   | 常廣丈太 |
| Act.8  | 2005年9月02日 | ドラマ降板…さらなる悲劇   | 木村政和 |
| Act.9  | 2005年9月09日 | 復帰絶望!? さよなら芸能界 | 常廣丈太 |
| Act.10 | 2005年9月16日 | 遂に最終回!! 究極の陰謀   | 片山修   |

## 関連商品

### 書誌情報
- 講談社・モーニングKC
  1. 2004年2月23日初版
  2. 2004年5月20日初版
  3. 2004年8月23日初版
  4. 2004年11月22日初版
  5. 2005年2月23日初版
  6. 2005年5月23日初版
  7. 2005年6月23日初版
  8. 2005年8月23日初版
  9. 2005年10月21日初版
  10. 2006年2月23日初版
  11. 2006年5月23日初版
  12. 2006年7月21日初版
  13. 2006年10月23日初版
  14. 2007年1月23日初版
  15. 2007年3月23日初版
  16. 2007年6月22日初版
  17. 2007年8月23日初版
  18. 2007年10月23日初版
  19. 2007年11月22日初版

### DVD
- はるか 17歳（2005年7月、ポニーキャニオン）グラビアアイドル「はるか」としてのイメージビデオ。
- はるか DVD 1 - 5（2005年12月、レントラックジャパン）
  - DVD 1 - 5をまとめた、DVD-BOXとしての販売もあった。